# Pelargonium drummondii
Pelargonium drummondii är en näveväxtart som beskrevs av Porphir Kiril Nicolai Stepanowitsch Turczaninow. Pelargonium drummondii ingår i släktet pelargoner, och familjen näveväxter. Inga underarter finns listade i Catalogue of Life.